# Dino Merlin
Dino Merlin, nome artístico de Edin Dervišhalidović, (Sarajevo, 12 de setembro de 1962-), é um músico, cantor e cantor bósnio, popular nos outros países que faziam parte da ex-Jugoslávia.

## Carreira
Em 1983 fundou um grupo chamado Merlin, do qual era o cantor principal.
Em 1991, depois de 8 anos de atividade na banda que ele fundou, decidiu iniciar uma carreira como solista. Dino Merlin foi o escritor do primeiro hino nacional da Bósnia e Herzegovina, chamado , "Jedna si jediná". 
Participou, até ao momento, por três vezes no Festival Eurovisão da Canção, a primeira em 1993 em  Dublin, como autor da canção "Sva bol svijeta" interpretada pela banda Fazla, a segunda em 1999 em Jerusalém como intérprete do tema "Putnici e novamente no Festival Eurovisão da Canção 2011, com o tema "Love in Rewind".

## Discografia

### Grupo Merlin
- Kokuzna vremena (1985)
- Teško meni sa tobom (a još teže bez tebe) (1986)
- Merlin (1987)
- Nešto lijepo treba da se desi (1989)
- Peta strana svijeta (1990)

### Carreira a solo
- Moja bogda sna (1993)
- Fotografija (1995)
- Live: Vječna vatra (1999) - live álbum
- Sredinom (2000)
- Burek (2004)
- Live Koševo 2004 (2005) - live álbum
- Ispočetka (2008)

### Compilações
- Balade (1995)
- Najljepše pjesme (1995)
- Rest of the Best (1995)
- The Best of Dino Merlin (2001)